# Яків (Олександровський)

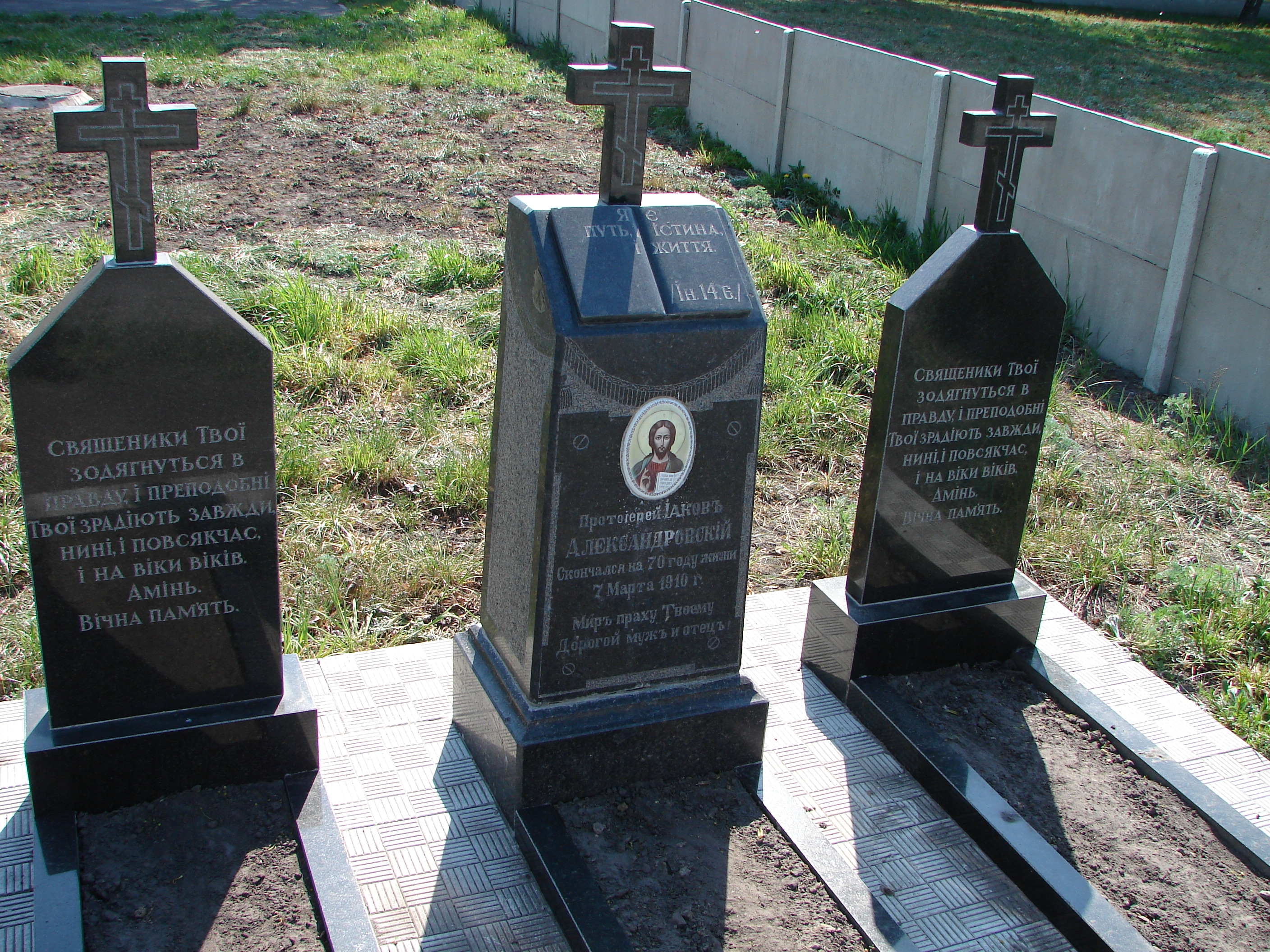
Могила о. Якова у Літках

Протоієрей Яків Каленикович (Олександровський) (нар. 1840 — 7 березня 1910) — православний священник, настоятель Покровської церкви містечка Літковичі Остерського повіту Чернігівської губернії.

## Життєпис
Отець Яків багато років ревно трудився на священницькій ниві, як і належало священнику здійснював літургії, займався просвітницькою діяльністю, ледь не щодня хрестив, вінчав і відспівував жителів містечка Літок, про що красномовно свідчать метричні книги, збережені у державних архівах Києва.
Залишився у народній пам'яті, як просвітитель. Завдяки його зусиллям здобувала освіту місцева обдарована молодь (в тому числі Трохим Король). Активно сприяв реформам — зокрема, появі та утвердженню Літківського кредитового товариства (що без допомоги Церкви в його особі було б неможливим).
Водночас був апологетом «тихої» русифікації. Зокрема, збудував у містечку нову Миколаївську, так звану «Слов'янську», церкву — на противагу «старій» Покровській, що була наступницею братської Микільської (згоріла у 1857 році), навіть на початку 20 століття вважаючись офіційною церквою мало не «розсадником мазепинства».

## Сім'я
Дочка Віра Яківна Олександровська (1878 — ?), 24 серпня 1897 року одружилась з Михайлом Миколайовичом Любичем (1871 — ?), випускником і кандидатом богослів'я Київської Духовної Академії

## Літківське Євангеліє
У серпні 1909 року о. Яків ознайомив філолога і палеографа Олександра Грузинського з рукописом Євангелія, який здавна зберігався спершу в Микільській, а потім Покровській церквах. Учений ввів його до наукового обігу як «Літківське Євангеліє».